# مجلة دينغيكو بونكو
مجلة دينغيكو بونكو (باليابانية: 電撃文庫MAGAZINE) هي مجلة روايات خفيفة يابانية، تنشر من قبل
آسكي ميديا وركس (سابقًا ميديا وركز ‏). صدر أول عدد من المجلة في 10 ديسمبر عام 2007، وآخر عدد في 9 أبريل عام 2020.

## رواية نشرت في المجلة
- أكسل وورلد
- Adachi to Shimamura
- Ballad of a Shinigami: Unknown Stars  [لغات أخرى]‏
- C³
- Kino's Journey: the Sigsawa's World
- Lillia and Treize Spin-off: Seron no Yume  [لغات أخرى]‏
- شاكوغان نو شانا
- تابل وذئب
- سورد آرت أونلاين
- Toaru Majutsu no Index SS
- تورادورا!
- تورادورا! 2

## وصلات خارجية
- الموقع الرسمي نسخة محفوظة 13 يوليو 2011 على موقع واي باك مشين. (باليابانية)